# Línea Oeste del Metro de Fortaleza
La Línea Oeste: Caucaia ↔ Chico da Silva es una de las líneas del Metro de Fortaleza.

## Estaciones
| Sigla | Estación        | Comentarios                                                                  |
| ----- | --------------- | ---------------------------------------------------------------------------- |
| ---   | Caucaia         | En funcionamiento.                                                           |
| ---   | Parque Soledade | En estudio.                                                                  |
| ---   | Nova Metrópole  | En estudio.                                                                  |
| ---   | Araturi         | En funcionamiento.                                                           |
| ---   | Jurema          | En funcionamiento.                                                           |
| ---   | Conjunto Ceará  | En funcionamiento.                                                           |
| ---   | Parque Albano   | En funcionamiento.                                                           |
| ---   | São Miguel      | En funcionamiento.                                                           |
| ---   | Antônio Bezerra | En funcionamiento.                                                           |
| ---   | Parque Andrade  | En funcionamiento.                                                           |
| ---   | Floresta        | En estudio.                                                                  |
| ---   | Álvaro Weyne    | En funcionamiento.                                                           |
| ---   | Francisco Sá    | En estudio.                                                                  |
| ---   | Tiról           | En estudio.                                                                  |
| ---   | Chico da Silva  | En estudio, futura integración gratuita con las Líneas Sur y Este del Metro. |